# Aurélie Picard
Pour les articles homonymes, voir Picard (homonymie).
Aurélie Picard aussi appelée Lalla Yamina Tidjani, née le 12 juin 1849 à Montigny-le-Roi (Haute-Marne), morte le 28 août 1933 à la zaouïa de Kourdane, en Algérie, est une aventurière française ayant favorisé l'occupation française en Afrique.
Sa vie romanesque a fait l'objet de plusieurs récits, parmi ceux-ci Djebel Amour de Roger Frison-Roche, La Princesse des Sables de José Lenzini et Aurélie Tedjani, princesse des sables par Marthe Bassenne.

## Biographie
Modiste, elle est engagée comme dame de compagnie au château d'Arc-en-Barrois (Haute-Marne). La défaite française de 1871 face à la Prusse l'entraîne en exil à Bordeaux auprès du directeur général des Postes et Télégraphes François-Frédéric Steenackers. 
Là, elle rencontre un jeune prince et dignitaire musulman, Sidi Ammar At-Tidjani, exilé à Bordeaux depuis 3 ans, petit fils de Mawlâya Cheikh Sidi Ahmed At-Tidjani, créateur de la grande confrérie musulmane des Tidjani (Tijaniyya). Il  s'éprend éperdument d'elle, l'épouse à Alger en un mariage catholique par Lavigerie, évêque d'Alger, et un mariage musulman. 
Il l'emmène ensuite au centre des Tidjani à Aïn Madhi, province de Laghouat, dernière oasis avant le grand désert du Sahara. Elle y apprend l'arabe. Très intelligente et femme de tête, elle se révèle une grande diplomate, subjugue tout le monde par sa beauté, ses remarquables talents équestres et la sagesse de ses conseils, au point qu'elle  prend vite la gestion de la confrérie, appauvrie par des malversations des responsables pendant l'exil du prince. Grâce à elle, la confrérie reprend son immense influence religieuse, qui s'étend de la Mauritanie au Soudan et d'Alger au Niger. Elle fait construire le palais de Kourdane où elle règne telle une princesse pendant près de soixante ans. 
Elle meurt à Kourdane où elle est enterrée, le 23 août 1933, à l'âge de 84 ans.

## Mise à l'honneur
Pour la remercier de son influence, qui a permis à la France de pacifier complètement la grande région d'Aïn Madhi sans conflit armé, la croix de chevalier de la Légion d'honneur lui est remise en mai 1931 par le commandant Chaumont-Morlière qui lit la citation qui l'accompagne :

« A réorganisé et dirigé pendant 40 ans la zaouïa de Kourdane, où tous les nécessiteux et malades étaient hébergés ;
Officier du Mérite agricole, Officier d'Académie, officier du Nicham Iftikhar,
En 1871, par son union avec Si Ahmed, commence à mettre l'influence qu'elle a su prendre sur son mari au service de la cause française. L'heureuse impulsion donnée par ses directives permit, en 1879, l'envoi de Si Bacir, son beau-frère, en Tunisie, pour rallier les khouans tunisiens à la France.
De 1881 à 1883, transmet des ordres au Soudan pour faire la propagande en faveur de l'occupation française.
En 1896-1897, fait envoyer par Si Ahmed des lettres de recommandation pour les régions où opère la Mission Foureau-Lamy.
Au début de l'occupation marocaine, fait envoyer par son deuxième mari des émissaires et agents de propagande pour préparer les esprits à l'arrivée des troupes d'occupation, rendant par une action persistante des services exceptionnels à la cause française.
Seule Française isolée depuis soixante ans dans une zaouïa importante. »

Aurélie Picard avait 82 ans. Elle avait attendu vingt ans cette reconnaissance.

## Distinctions
- Chevalier de la Légion d'honneur (1931)
- Officier de l'ordre du Mérite agricole
- Officier du Nichan Iftikhar